# Neferhotep II.
Neferhotep II. war ein altägyptischer König (Pharao) der 13. Dynastie (Zweite Zwischenzeit), welcher etwa von 1691 bis um 1688 v. Chr. oder von etwa 1651 bis um 1648 v. Chr. (s. Liste der Pharaonen) regierte.

## Belege
Der König regierte drei Jahre und einen Monat sowie eine unbekannte Anzahl von Tagen. Zwei seiner Statuen fand man in der Cachette von Karnak. Auf den Statuen wird er Mersechemre und Neferhotep genannt. Im Königspapyrus Turin, 7.6 erscheint ein Mer-sechem-Re Ined und in der Königsliste von Karnak (VI 2) ein Mer-sechem-Re. Die Identifizierung dieser Belege als ein einziger Herrscher folgt nach von Beckerath Ryholt sieht dagegen in diesen Belegen zwei unterschiedliche Herrscher.